# Joseph Gordon-Levitt
Joseph Leonard Gordon-Levitt (Los Angeles, 17 februari 1981) is een Amerikaans acteur, regisseur en voormalig kindster. Hij werd in 2010 genomineerd voor zowel een Golden Globe, een Film Independent Spirit Award als een People's Choice Award voor zijn hoofdrol als Tom Hansen in de tragikomedie (500) Days of Summer. Twee jaar later werd hij opnieuw genomineerd voor een Golden Globe voor zijn hoofdrol in de tragikomedie 50/50.

## Biografie

### Carrière
Gordon-Levitts acteercarrière begon eind jaren 80. Hij was te zien in televisiefilms. Na een rol in de soap Dark Shadows in 1991, kreeg hij in 1992 een rol in de film Beethoven. Zijn aandeel in de film was niet groot, maar het was wel het begin van een succesvolle filmcarrière. Later, in 1992, was hij te zien in A River Runs Through It.
Gordon-Levitts doorbraak als kindacteur begon met de rol van Tommy Solomon in de televisieserie 3rd Rock from the Sun. Daarvoor werd hij samen met de rest van de cast in zowel 1997, 1998 als 1999 genomineerd voor een Screen Actors Guild Award.
Gordon-Levitt was als tiener te zien in Halloween H20: 20 Years Later (1998) en 10 Things I Hate About You. In 2001 werd de serie 3rd Rock from the Sun, waar hij al vijf jaar in te zien was, stopgezet. Hierna verscheen hij vooral in independent films, waaronder Manic (2001), Mysterious Skin (2004) en Brick (2005). Ook speelde hij naast Leonardo DiCaprio in de film Inception en naast Christian Bale in The Dark Knight Rises.
In 2013 kwam de film Don Jon uit, die Gordon-Levitt regisseerde en waarvoor hij het script schreef. Tevens speelt hij het hoofdpersonage in de film. De première vond plaats op het Sundance Film Festival. In 2015 speelde Gordon-Levitt de hoofdrol in een biografisch drama over de Franse koorddanser Philippe Petit, The Walk. 
Ook is Gordon-Levitt de oprichter van hitRECord, een productiemaatschappij.

### Privéleven
Gordon-Levitt is sinds eind december 2014 getrouwd met Tasha McCauley. Het stel heeft twee zoons.

## Filmografie

### Films
*Exclusief 5+ televisiefilms
| - Glass Onion: A Knives Out Mystery (2022, stem) - Pinocchio (2022, stem) - The Trial of the Chicago 7 (2020) - Project Power (2020) - Knives Out (2019, stem) - 7500 (2019) - Star Wars: Episode VIII – The Last Jedi (2017, stem) - Straight Outta Oz (2016) - Snowden (2016) - The Night Before (2015) - The Walk (2015) - The Interview (2014) - The Wind Rises (2013, stem Engelstalige versie) - Don Jon (2013) - Lincoln (2012) - Looper (2012) - Premium Rush (2012) - The Dark Knight Rises (2012) - 50/50 (2011) - Inception (2010) - Elektra Luxx (2010) - Hesher (2010) - Uncertainty (2009) - G.I. Joe: The Rise of Cobra (2009) - Woman in Trouble (2009) | - (500) Days of Summer (2009) - Killshot (2008) - The Brothers Bloom (2008) - Miracle at St. Anna (2008) - Stop-Loss (2008) - The Lookout (2007) - Shadowboxer (2005) - Havoc (2005) - Brick (2005) - Mysterious Skin (2004) - Latter Days (2003) - Treasure Planet (2002, stem) - Manic (2001) - Forever Lulu (2000) - Picking Up the Pieces (2000) - 10 Things I Hate About You (1999) - Halloween H20: 20 Years Later (1998) - Sweet Jane (1998) - The Juror (1996) - Angels in the Outfield (1994) - The Road Killers (1994) - Holy Matrimony (1994) - A River Runs Through It (1992) - Beethoven (1991) |

### Televisieseries
*Exclusief eenmalige gastrollen
- 3rd Rock from the Sun - Tommy Solomon (1996-2001, 139 afleveringen)
- Roseanne - George (1993-1995, vier afleveringen)
- The Powers That Be - Pierce Van Horne (1992-1993, dertien afleveringen)
- Dark Shadows - David Collins / Daniel Collins (1991, twaalf afleveringen)
- Family Ties - Dougie (1988, twee afleveringen)